# Моделиране (понятие)
Вижте пояснителната страница за други значения на Моделиране.
Моделирането е познавателен процес, чиято цел е изучаването на изследваните обекти. Това се постига с изграждането на модели – приближения, отразяващи определени аспекти на обектите. Моделите са фундаментални
за човешкото познание. От раждането си човек се учи да интерпретира потока от сетивни данни от околния свят, като с времето формира все по-сложни и по-прецизни представи за света. Така той изгражда своята познавателна система , с която осъзнава света.
Например, ако човек попадне в стая, в която не е влизал, с бърз поглед той мигновено „подрежда“ конкретната реалност. Не е нужно да се взира във всеки предмет – неговата познавателна система услужливо попълва всички липси в потока от сетивни данни и така се получава една завършена реалност (дори не е нужно постоянно да се уверява, че стената зад гърба му е все още там – благодарение на представите, в съзнанието му стената е точно на мястото си...). В този смисъл, за да може човек да поддържа своята ежедневна реалност, се нуждае от възприятията дотолкова, че да захрани познавателната си система с данни, а същинското
осъзнаване се получава с помощта на извикваните представи. Тъй като осъзнаваме света, като боравим с представи, може да се каже, че изучаването му е процес на моделиране, а продуктът от тази дейност са представите – модели, опростени заместители на различни аспекти от околния свят.
Може би поради толкова важното значение на моделите за човека, те намират приложение в много области от неговата дейност – и в
науката, и в изкуството .

## Изграждане на математически модели
Има два подхода за построяване на математически модел. Единият е аналитично моделиране, а другият е експериментално моделиране (наричано още идентификация на системи).
Понякога е възможно описанието на системата да бъде получено аналитично, като за целта се прилагат основните принципи в съответната област на познанието (физика, химия, биология, икономика и т.н.). Този подход за получаване на модели има предимството, че се базира на конкретните закономерности в изучаваните процеси. Но често за това са нужни специализирани и задълбочени познания, които понякога липсват. Също така аналитичното определяне на модела може да е свързано със значително време и усилия, което оскъпява и затруднява неговото формиране. Получените по този начин модели обикновено са твърде сложни. От друга страна, невинаги е възможно аналитично да се уточни класът, подходящата структура на модела, значимите фактори, влияещи на изхода му, и др. В такъв случай се прилага експерименталният подход, в основата на който е обработката на входно-изходни данни за изследвания обект.
Често терминът идентификация се свързва с експерименталното моделиране на динамични системи в техническата област. Но тъй като етапите при изграждането на модели в области като финанси, пазарни системи, медицина, социология и др. (където голяма част от моделите са статични) са същите като в техниката, идентификацията, като понятие, съвпада с експерименталното моделиране изобщо, независимо от свойствата на системата или приложната област. Обикновено двата подхода се комбинират .